# Гощановець
Гощановець (пол. Goszczanowiec, нім. Guschterholländer) — село в Польщі, у гміні Дрезденко Стшелецько-Дрезденецького повіту Любуського воєводства.
Населення — 339 осіб (2011).
У 1975-1998 роках село належало до Гожовського воєводства.

## Демографія
Демографічна структура станом на 31 березня 2011 року:
|          | Загалом | Допрацездатний вік | Працездатний вік | Постпрацездатний вік |
| -------- | ------- | ------------------ | ---------------- | -------------------- |
| Чоловіки | 182     | 45                 | 123              | 14                   |
| Жінки    | 157     | 35                 | 89               | 33                   |
| Разом    | 339     | 80                 | 212              | 47                   |